# 松坂健太
松坂 健太（まつさか けんた、1985年8月16日 - ）は、大阪府大阪市旭区出身の元プロ野球選手、軟式野球選手（外野手）。右投右打。

## 経歴

### プロ入り前
東海大仰星高入学時は投手で、高校1年生で早くもMAX142km/hを記録していた。しかし制球難から高校2年生の時に外野手に転向。元投手ならではの強肩を生かし、中堅手として活躍した。
高校通算で4割近い打率と19本の本塁打を記録し、2003年のドラフト5巡目で、西武ライオンズへ入団。

### 西武時代
2006年まで3年間一軍出場はなかった。
2007年9月29日の対オリックス・バファローズ戦で、プロ4年目にして初の一軍出場を果たした。第4打席で香月良太からプロ初安打・初打点となるプロ初本塁打を放った。
2008年、9番左翼手で初の開幕スタメンの座をつかんだ。
2010年は肩肘の痛みに加えて内臓疾患の疑いで精密検査を受けるなど一軍の試合に出場できず、10月1日に戦力外通告を受けた。

### 日本ハム時代
トライアウトと入団テストを経て11月15日に北海道日本ハムファイターズへ入団したが、1軍での出場はなく、2011年11月10日に自身2度目の戦力外通告を受けて現役引退。

### 現役引退後
アパレル販売員を経た後、沖縄県に移住し、現地のリゾートで働いていた。
2014年8月17日、『新婚さんいらっしゃい!』に出演。
その後香川県高松市に移住し、スポーツDEPO高松伏石店で野球アドバイザーとして働いている。
2016年の学生野球資格回復研修を受講したうえで、翌2017年2月7日に日本学生野球協会より学生野球資格回復の適性認定を受けたことにより、学生野球選手への指導が可能となった。
2020年、グラブメーカーの村正と共に新ブランド・MSKTを設立するとともにmskt野球教室を開講している。また、NHK高松放送局で高校野球の解説者を務めている。

### 軟式野球で現役復帰
2016年ごろ、野球アドバイザーを務めていたスポーツDEPOの店舗にて、地元の軟式野球チームに所属していた男性から勧誘を受けたことを機に、軟式野球選手としてプレーを始めた。
その後、2021年に自身の所属していたチームを含む3チームによる合併で新チーム「B.P.FUSIONS」が結成されたことを機に、同チームの主将に就任。軟式野球の日本一決定戦である「プライドジャパン甲子園大会」での優勝を目指し、現役を続けている。

## 選手としての特徴・人物
長打力のある豪快な打撃と俊足強肩が武器の外野手。守備では特に捕球に自信があり、強いこだわりを持っていた。
2010年に西武から戦力外通告を受けた際、当初はこれまでの強いプレッシャーから解放されたことで安心してしまい、トライアウトを受けない意向であったという。しかし、同僚で親交深い先輩の中島裕之から「（トライアウトを受けないのは）俺が許さない」と言われたことでトライアウトを受けることを決意。見事、トライアウトと入団テストを経て日本ハムに入団した。

## 詳細情報

### 年度別打撃成績
| 年 度     | 球 団     | 試 合 | 打 席 | 打 数 | 得 点 | 安 打 | 二 塁 打 | 三 塁 打 | 本 塁 打 | 塁 打 | 打 点 | 盗 塁 | 盗 塁 死 | 犠 打 | 犠 飛 | 四 球 | 敬 遠 | 死 球 | 三 振 | 併 殺 打 | 打 率 | 出 塁 率 | 長 打 率 | O P S |
| --------- | --------- | ----- | ----- | ----- | ----- | ----- | -------- | -------- | -------- | ----- | ----- | ----- | -------- | ----- | ----- | ----- | ----- | ----- | ----- | -------- | ----- | -------- | -------- | ----- |
| 2007      | 西武      | 3     | 10    | 9     | 1     | 2     | 0        | 0        | 1        | 5     | 1     | 1     | 0        | 0     | 0     | 0     | 0     | 1     | 3     | 0        | .222  | .300     | .556     | .856  |
| 2008      | 西武      | 55    | 100   | 91    | 11    | 24    | 6        | 3        | 1        | 39    | 12    | 2     | 2        | 2     | 0     | 2     | 0     | 5     | 29    | 1        | .264  | .316     | .429     | .745  |
| 2009      | 西武      | 23    | 43    | 36    | 7     | 6     | 2        | 0        | 1        | 11    | 5     | 2     | 0        | 1     | 0     | 3     | 0     | 3     | 8     | 0        | .167  | .286     | .306     | .591  |
| 通算：3年 | 通算：3年 | 81    | 153   | 136   | 19    | 32    | 8        | 3        | 3        | 55    | 18    | 5     | 2        | 3     | 0     | 5     | 0     | 9     | 40    | 1        | .235  | .307     | .404     | .711  |

### 年度別守備成績
| 年 度 | 球 団 | 外野  | 外野  | 外野  | 外野  | 外野  | 外野     |
| 年 度 | 球 団 | 試 合 | 刺 殺 | 補 殺 | 失 策 | 併 殺 | 守 備 率 |
| ----- | ----- | ----- | ----- | ----- | ----- | ----- | -------- |
| 2007  | 西武  | 2     | 6     | 0     | 0     | 0     | 1.000    |
| 2008  | 西武  | 42    | 65    | 1     | 0     | 0     | 1.000    |
| 2009  | 西武  | 18    | 20    | 1     | 0     | 0     | 1.000    |
| 通算  | 通算  | 62    | 91    | 2     | 0     | 0     | 1.000    |

### 記録
- 初出場・初先発出場：2007年9月29日、対オリックス・バファローズ22回戦（京セラドーム大阪）、7番・中堅手で先発出場
- 初安打・初本塁打・初打点：同上、8回表に香月良太から左越ソロ
- 初盗塁：2007年9月30日、対オリックス・バファローズ23回戦（京セラドーム大阪）、4回表に二盗（投手：平野佳寿、捕手：前田大輔）

### 背番号
- 58 （2004年 - 2010年）
- 67 （2011年）

## 選手名表記について
2004年から2006年シーズンまで、西武には松坂大輔と松坂健太の二人の松坂姓の選手がいたが、スコアボードや新聞等での表記では既に大輔が実績を重ねていたことから、原則として松坂大輔を「松坂」、松坂健太を「松坂健」と表記していた。西武の公式サイトでは、松坂大輔を「松坂投手」、松坂健太を「松坂選手」と表記していた。
2007年シーズンからはチームに「松坂」姓が1人になり、「『松坂』となるのは重いので絶対にこのままがいい」という本人の希望によりそのまま「松坂健」と表記する話も出たが、結局「松坂」表記に落ち着いた。